# Odontocetos
Os odontocetos (Odontoceti, Flower, 1867) constituem uma parvordem de cetáceos caracterizada por possuir dentes, ao contrário das baleias e espécies semelhantes (misticetos) que possuem formações quitinosas denominadas barbas, com função filtrante.

## Caracterização
Os Odontoceti são uma parvordem dos Cetáceos formada majoritariamente por golfinhos e narvais, possuindo 10 famílias, que contém em média 70 espécies. Possui representantes marinhos e dulcícolos. São animais homodontes, ou seja, que possuem dentes não diferenciados entre si, os quais persistem durante toda a vida do animal, em número de 2 a 200. Possuem dietas carnívoras, se alimentando de peixes, lulas e outros mamíferos. Os seus representantes mais conhecidos são as orcas, os cachalotes, golfinhos e botos.
Ao contrário dos Misticeti, a outra parvordem dos cetáceos, os Odontocetos possuem um crânio assimétrico. Em algumas espécies, a região frontral é muito desenvolvida, com longos bicos. Sua audição é extremamente desenvolvida. Por serem mamíferos, esses animais possuem pulmões, logo precisam voltar a superfície frequentemente para captar ar. O orifício respiratório é único e localizado no topo da cabeça. Esses animais contém uma grande camada de gordura, que parece ter função na ecolocalização (sentido de localização que consiste na emissão de curtos pulsos sonoros e na recepção desses pulsos após refletirem em algum objeto), além de ajudar no isolamento térmico. Seu corpo tem formato hidrodinâmico, com pescoços inflexíveis, membros modificados em nadadeiras, sem peças auditivas externas e uma cauda alongada.

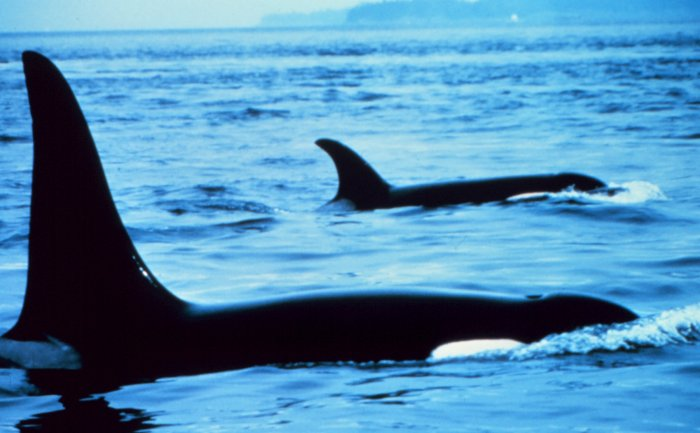
Duas Orcinus orca na natureza

Possuem inteligência característica, realizando a ecolocalização, vocalização e comportamento social.
Possuem dimorfismo sexual, sendo que os machos são geralmente maiores que as fêmeas, mas existem morfologias invertidas em alguns grupos. O período gestacional desse grupo aumenta, conforme aumenta o tamanho da espécie, podendo chegar até a 16 meses, nas Cachalotes. Como em todo grupo Mammalia, as fêmeas possuem glândulas mamárias e amamentam seus filhotes pós nascimento, processo que pode persistir em até dois anos do nascimento. Também há cuidado parental, que pode ser realizado pela mãe, sozinha, ou com ajuda de outras fêmeas do grupo.

## Reprodução
Os Odontoceti, como qualquer mamífero, se reproduzem por fecundação interna. Os machos possuem um pênis retrátil, que é exteriorizado na cópula. A escolha do parceiro não é trivial, a corte desses animais contêm vocalização, troca de toques, saltos e movimentos com as nadadeiras. Já a cópula é normalmente curta, suficiente para fertilização. Esses animais apresentam variação em relação ao dimorfismo sexual. Em algumas espécies, como nas orcas e cachalotes, os machos se apresentam muito maiores que as fêmeas. Já os Berardius apresentam a fêmea maior que o macho.
Muitas espécies de odontocetos possuem um sistema de acasalamento promíscuo, no qual muitos machos podem acasalar com uma única fêmea. Contudo, algumas espécies podem apresentar alguma forma de manter seus parceiros sexuais.
O período de gestação dos odontocetos varia em torno de 7 e 17 meses e quase todas as espécies apresentam intervalos entre as gestações maiores que 1 ano.  Normalmente o tempo de gestação e a taxa de crescimento do feto dependem do tamanho do indivíduo ao nascer, sendo que espécies maiores possuem um período maior de gestação. Os odontocetos produzem normalmente uma prole por vez, sendo bem desenvolvida.
A prole é caracterizada por exigir períodos longos de lactação, variando entre 32 a 100 semanas, que é realizado pela fêmea. Os odontocetos tendem a apresentar cuidado materno, resultando em uma forte ligação entre a prole e a mãe. Algumas espécies após seu completo desenvolvimento permanecem em grupos de família por toda a vida, como algumas populações de orcas. Alguns odontocetes apresentam um comportamento alomaternal, no qual um indivíduo cuida de uma prole desconhecida. Esse mecanismo aparentemente está relacionado com o aumento da taxa de sobrevivência dos nascidos e defesa contra predação.

## Alimentação
As diferentes espécies de Odontoceti alimentam-se de peixes, lulas, crustáceos, aves e ocasionalmente outros mamíferos. Eles se diferenciam dos Mysticeti pelos hábitos de predação como captura e perseguição, além de se alimentarem de presas maiores.
Os dentes dos Odontocetis são de formatos uniformes (homodontes), diferentemente dos outros mamíferos terrestres. A maioria das espécies possuem o dente com formato de pinos com raízes abertas simples. Assim, a dieta desses animais é refletida na morfologia das mandíbulas e nos tipos e número de dentes.
Espécies que se alimentam majoritariamente de peixes tendem a possuir mais dentes que são usados para agarrar uma única presa. Já os indivíduos que se alimentam principalmente de lulas tendem a apresentar redução nos dentes, já que as presas são capturadas por sucção. Esse mecanismo de captura é realizado pelo uso da língua como um pistão, envolvendo a distensão do assoalho da boca pela expansão dos sulcos da garganta juntamente com a retração da língua. Além disso, algumas espécies conseguem debilitar a presa, emitindo sons de alta intensidade.
A hipótese do uso de sucção intraoral ou gular para a captura de alimento foi confirmada por documentação experimental e observação direta em várias espécies, como belugas (Delphinapterus leucas) e orcas (Orcinus orca). Nessa estratégia, as partes da presa são separadas antes de serem engolidas. Esse método é o predominante em predadores vertebrados aquáticos e também o mais eficiente.
Algumas espécies possuem adaptações notáveis  associadas à alimentação, como o golfinho-roaz. Esse animal carrega esponjas nos bicos para se proteger, ao explorar os corais em busca de peixes. Essa mesma espécie também possui outro comportamento diferenciado que consiste na perseguição de peixes até que eles encalhem em águas rasas, para imobilizá-los e facilitar a caça.

## Adaptações para a vida marinha
Os Odontoceti são um clado dentro de Mammalia, um grupo primitivamente terrestre, portanto, foram necessárias adaptações para que esses animais vivessem na água.

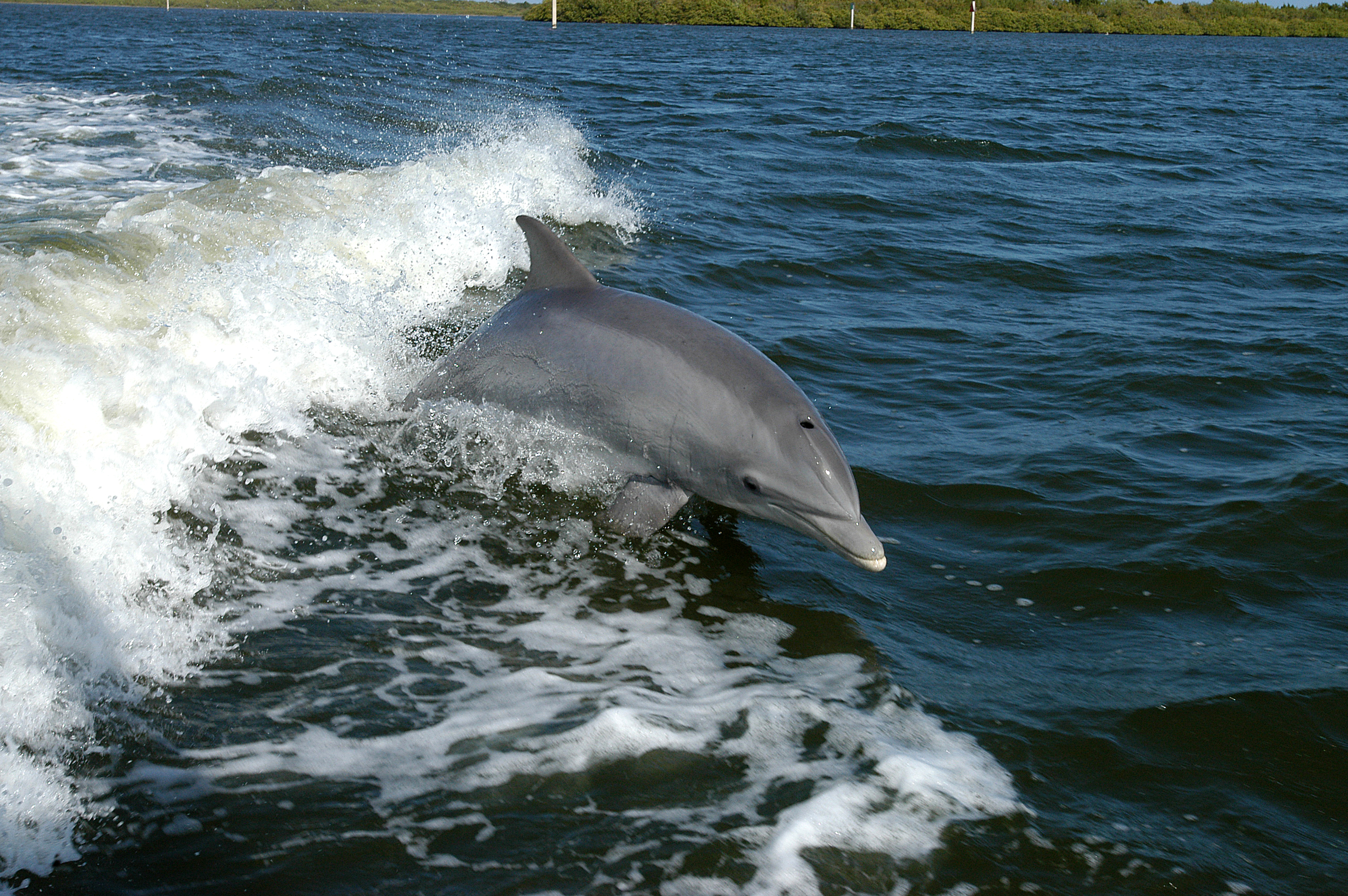
Golfinho na superfície da água. Na imagem é possível localizar o orifício respiratório

O trato respiratório dos mamíferos é especializado para ambientes terrestres, logo, os Odontoceti precisam voltar a superfície da água para respirar, o que é facilitado pela localização do seu único orifício nasal, no topo da cabeça. Ademais, esse orifício possui válvulas, que permitem seu fechamento quando o animal mergulha, protegendo suas vias respiratórias da água.
Além da respiração, a locomoção desses animais teve que ser adaptada. Para isso, seus corpos são hidrodinâmicos, ou seja, alongados, com nadadeiras substituindo os membros e uma forte musculatura no pedúnculo caudal. Além disso, os Odontoceti, ao contrário dos outros mamíferos, não possuem pelos, pois esses causariam fricção na água, dificultando o nado. Ademais, a maioria das espécies possui nadadeiras dorsais, que auxiliam no equilíbrio. Os músculos desses animais possuem altos níveis de mioglobina, permitindo uma maior retenção de oxigênio, o que possibilita mergulhos mais longos entre as tomadas de ar na superfície.
Para manter sua temperatura corporal, os Odontoceti possuem uma camada de gordura sob a pele, que proporciona isolamento, dificultando a perda de calor para o ambiente, além de servir como reserva energética. A pressão também é um problema, uma vez que é maior nas profundezas, causando um colapso no volume pulmonar. Para evitar esse problema, os Cetáceos possuem  um caixa torácica articulada e dobrável, além de vasos sanguíneos que se adaptam à mudança de volume do órgão respiratório.

## Diversidade
As baleias com dentes são animais mamíferos, da infraordem dos Cetáceos e da parvordem Odontoceti.
A parvordem Odontoceti apresenta 10 famílias. São elas:

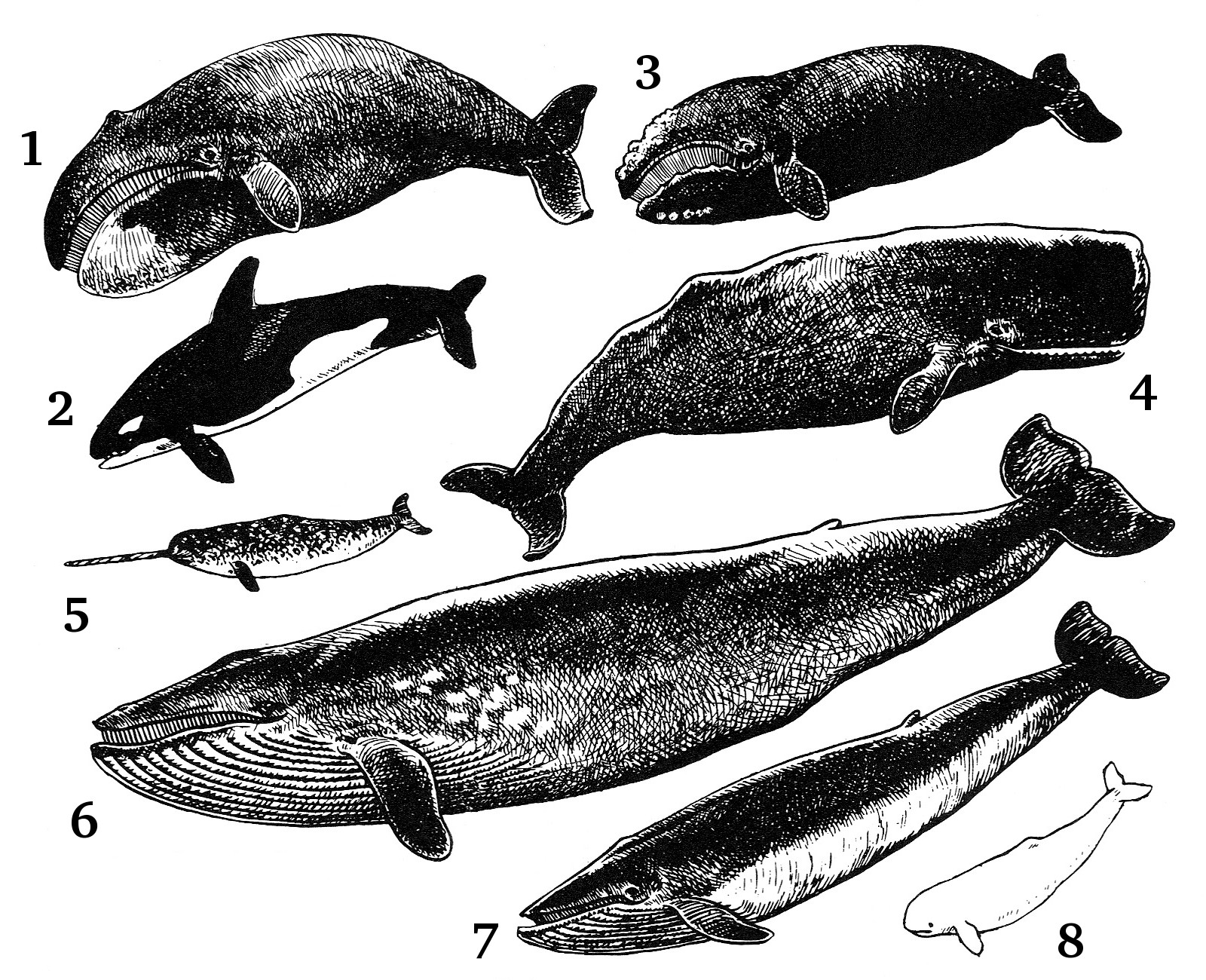
Ilustração de espécies da Ordem cetácea, em que 4 representa a Cachalote, representante de Phytherseridae. 2 representa a Orca, da família Delphinidae. 5 ilustra o Narval e 8 a Beluga, ambos representantes de Monodontidae.

Phytherseridae: Família de uma espécie,  o Cachalote, o maior Odontoceti, chegando a atingir 20 m de comprimento. Sua cabeça é larga, com formato quadrado e muito modificada, possuindo um “órgão do espermacete”, que armazena óleo.
Kogiidae: Essa família possui apenas duas espécies, o Cachalote-anão e o Cachalote-pigmeu, que compõem um único gênero. Possuem menos de seis metros de comprimento. Apesar de possuírem o mesmo nome popular que o Cachalote, eles compartilham apenas a mesma estrutura basal e assimetria do crânio, porém a dos Kogiidae é muito menor..
Monodontidae: Representados pela Narval e a Beluga (baleia-branca), essa família possui apenas 2 gêneros e 2 espécies. Seus integrantes possuem menos de 6 metros de comprimento, com cabeças bulbosas e sem barbatana dorsal. Ao contrário da maioria dos Cetáceos, as vértebras cervicais desses animais não são fundidas, permitindo uma maior flexibilidade no pescoço.
Ziiphidae: As Baleias-de-Bico, reunidas nessa família de 19 espécies e 5 gêneros, são cetáceos de tamanho médio, que possuem uma barbatana dorsal pequena na região posterior do corpo. A taxonomia desse grupo é muito discutida.
Delphinidae: São os golfinhos marinhos, reunidos nessa família de 32 espécies e 17 gêneros. Possuem forma diversa, mas compartilham o tamanho pequeno a médio, o bico pronunciado, dentes cônicos e uma barbatana dorsal larga localizada medialmente.  A espécie mais cohecida é Orcinus orca, chamada de "Baleia Assassina".

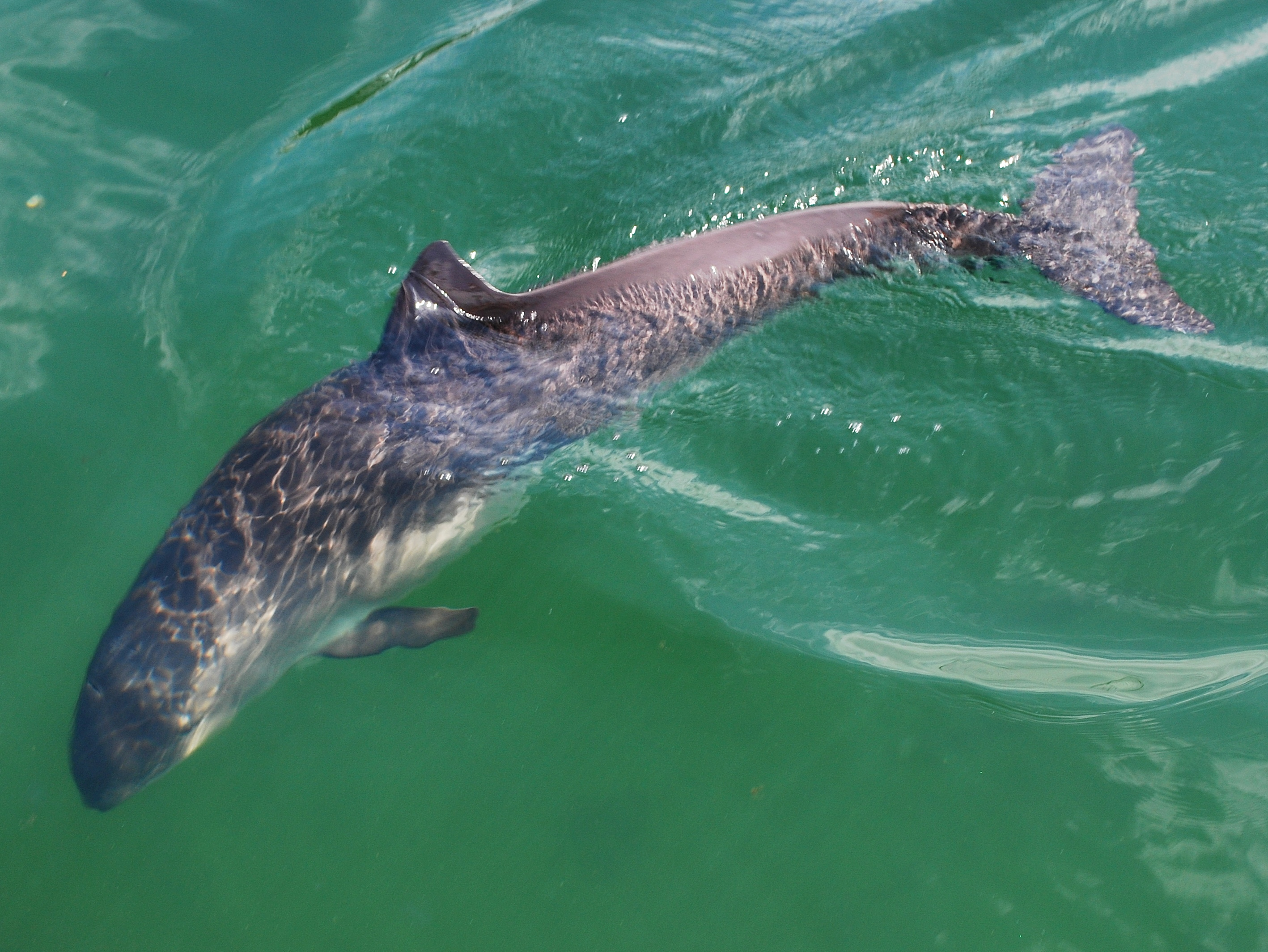
Phocoena phocoena, conhecida como Toninha.

Phocoenidae: Família de 6 espécies e 4 gêneros, conhecidas como Toninhas ou Marsuínos. Agrupam pequenos Cetáceos, com bico indistinguível ou ausente, barbatana dorsal triangular e dente em forma de espada.
Platanistidae: Essa família inclui os golfinhos de rio do Sul da Ásia, possuindo duas espécies em um gênero. Os animais desse grupo são quase cegos, dependendo da ecolocalização. Possuem corpo pequeno, com um bico longo, sem barbatana dorsal verdadeira.

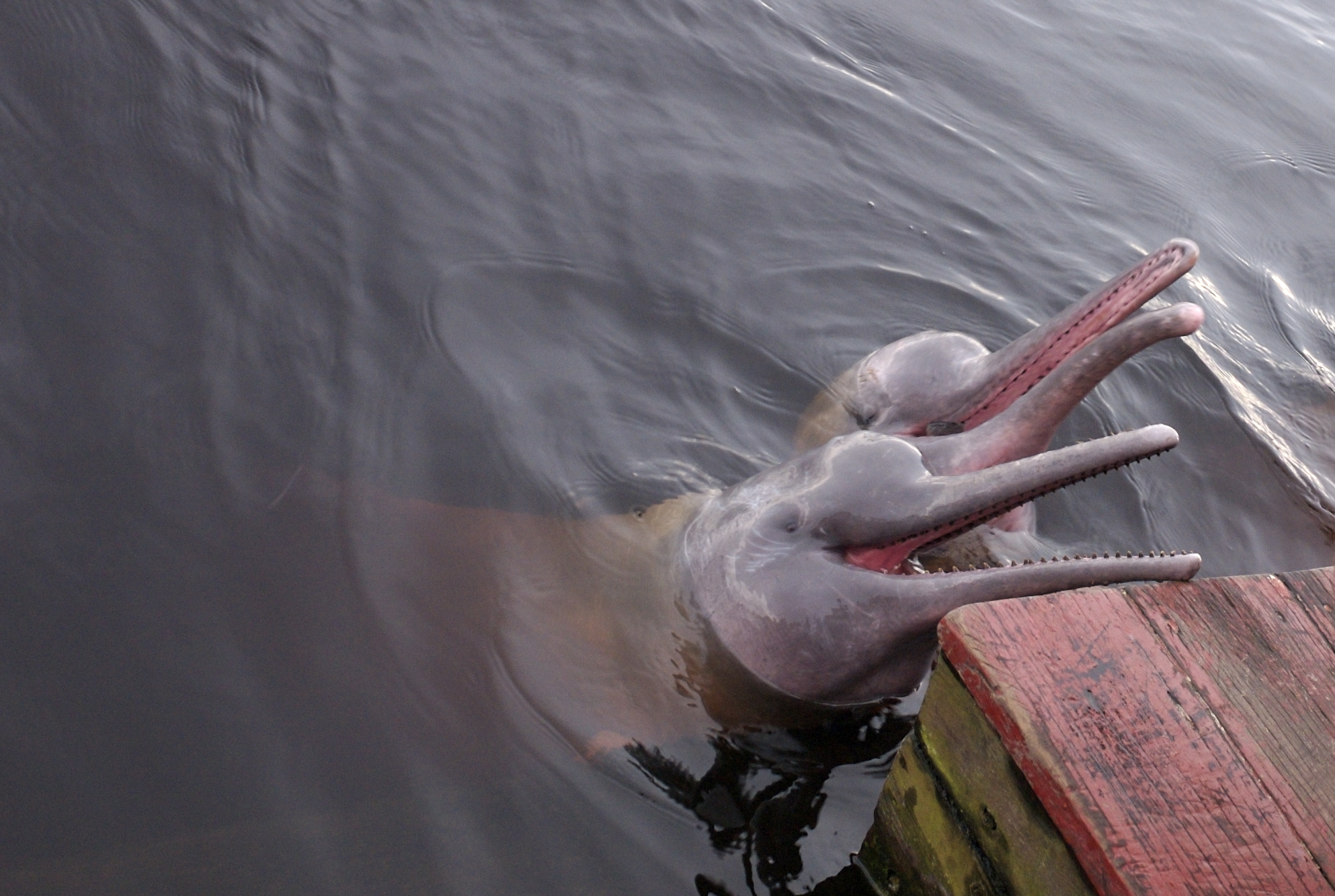
Boto, da espécie Inia geoffrensis ,representante da família Iniidae.

Iniidae: Essa família é composta por uma única espécie, o Boto da Amazônia. É um animal muito único, muito largo para um golfinho de rio, com um focinho relativamente longo e fino, barbatana dorsal indistinguível e coloração rosa na idade adulta.
Pontoporiidae: Essa família de 2 espécies e 2 gêneros, agrupa um golfinho de rio da China e uma espécie marinha da costa Leste da América do Sul. Ambos possuem um bico bem longo e fino e uma nadadeira dorsal triangular.

## Inteligência
O cérebro dos Odontoceti são significamente maiores que mamíferos não primatas, sinalizando sua imensa inteligência. Cientistas acreditam que o cérebro desses animais evoluiu em resposta a fatores sociais - a alta complexidade social das baleias com dentes requerem habilidades de comunicação, memória e colaboração. Estudos laboratoriais já documentaram várias dimensões das habilidades cognitivas de golfinhos, como entendimento de símbolos, manipulação de objetos, autoconhecimento e mais.
Uma das habilidades apresentadas pelos golfinhos, assim como grandes macacos, humanos e elefantes, é a de se reconhecer em um espelho. Isso indica que esses mamíferos conseguem interpretar corretamente a informação em um espelho como sendo si mesmo, além de demonstrar a motivação do indivíduo de usar o espelho como ferramenta para ver seu próprio corpo. Golfinhos também são conscientes de seu próprio comportamento, de forma a serem capazes de entender e seguir instruções gestuais para repetir ou não repetir um comportamento anterior ou monitorar anéis de bolha produzidos por eles mesmos. Encontra-se também percepção e controle consciente de suas partes corporais, em maneiras específicas e frequentemente novas conforme instruções gestuais. Ademais, os golfinhos demonstram metacognição, indicando sua certeza ou incerteza sobre qual de dois sons é de tom mais alto.
Experimentos com golfinhos “nariz de garrafa” entendem representações simbólicas de objetos e eventos (ou seja, conhecimento declarativo), funcionamento e manipulação de objetos (denominado conhecimento procedimental) e atividades, identidades e comportamento de outros (conhecimento social). Observou-se também o autoconhecimento já discutido. Todas essas habilidades dependem de uma base firme de memória. Pesquisas já mostraram que as memórias auditivas, visuais e espaciais dos golfinhos nariz de garrafa são precisas e robustas. Aprender, lembrar e inovar podem ser ferramentas cognitivas que salvam vidas em um ambiente desafiador.
Observações na natureza mostraram que os golfinhos formam grupos complexos, com laços de longo termo, alianças, divisão de tarefas e tomadas de decisões coletivas, processos que demandam muita habilidade cognitiva.  Por fim, esses animais apresentam atributos culturais, ou seja, passagem de conhecimento aos filhotes, o que está presente em pouquíssimos animais não-humanos. Nesses animais, existe uma estreita relação entre a fêmea e o filhote. Durante todo o primeiro ano de vida do filhote, incluindo o período de amamentação, ele recebe atenção completa de sua mãe.
Evolutivamente, os cetáceos surgiram de seus ancestrais artiodáctilos no início do Eoceno, aproximadamente 55 milhões de anos atrás. Os cetáceos mais primitivos, os archaeoceti, não eram altamente cefalizados. Provavelmente, ocorreu um aumento significativo no tamanho relativo do cérebro de odontocetos durante a irradiação inicial na transição do Eoceno para o Oligoceno. Esse aumento envolveu uma diminuição substancial no tamanho corporal e, simultaneamente, aumento mais moderado no tamanho do cérebro.

## Sonar e vocalização
Em Odontoceti, ocorreu a evolução de um sistema de ecolocalização utilizado em navegação e estratégias para a alimentação. Essa característica permitiu a eles ocupar ambientes profundos, costeiros e bacias hidrográficas, principalmente áreas de visibilidade limitada como águas túrbidas.
Esse sistema envolve a codificação de ecos e/ou reverberações como informações do ambiente ou presa, a partir de sons gerados pelo próprio animal. Esse som ultrassônico é provocado por movimentos de abertura e fechamento da laringe, com auxílio do osso do hióide, criando estalos. É sugerido que os dois lados do complexo epicranial produzem sons relacionados a ecolocalização (lado direito) e comunicação (lado esquerdo) ao mesmo tempo
Os odontocetos conseguem produzir clicks, burst clicks e assobios. Os clicks possuem maior frequência e são pulsos relacionados ao sistema do sonar biológico em si. Sua estrutura é única em cada espécie. Esse tipo de som proporcionou a irradiação do grupo em diferentes ambientes e também a organização social em diferentes níveis. Já os burst clicks, são de intervalos muito curtos, aparentando ser um único som. Eles ocorrem em todos as espécies, exceto cachalotes (Physeter macrocephalus). Estes são os únicos que se comunicam por coda clicks. Por último, os assobios apresentam frequência modular de curta duração e são utilizados para a comunicação. Os assobios estão envolvidos na manutenção da coesão dentro de um grupo e em sua organização. Já os burst clicks, possuem função de contato e reconhecimento social, além de coordenação de comportamento. Dentro do grupo, encontra-se variabilidade morfológica em relação às estruturas responsáveis pela produção dos sons. .
Os cliques envolvidos com a ecolocalização de muitas espécies são de curta duração, com ampla variedade de frequência: entre 10 e 150 kHz.
Nesses animais, os pulsos sonoros são emitidos e refletidos por um obstáculo. A recepção deste pulso é feita pela mandíbula. Ou seja, além de atuar na captura de alimento, a mandíbula dos Odontoceti também está envolvida na recepção de som em sua ecolocalização. Dessa forma, esses mamíferos podem perceber a presa. A mandíbula dos odontocetos pode ser dividida em porção alimentar e auditiva. Estudos sugerem que a área T1 estaria mais relacionada à alimentação, enquanto que as outras áreas estariam mais associadas a audição.

## Ecologia
Os pequenos odontocetos geralmente são classificados como generalistas, ou seja, se alimentam de várias presas diferentes. Apesar disso, o boto-cinza, por exemplo, apresenta uma restrição na alimentação relacionada a características de suas presas: formação de cardumes, velocidade, tamanho e local de aparecimento
Os odontocetos bioacumulam muitos contaminantes químicos, devido a suas dietas de longos períodos de vida. Contaminantes são substâncias encontradas em locais inadequados ou em concentrações acima do natural. Esses contaminantes podem atingir o ambiente aquático e se dispersarem. Alguns contaminantes podem ter efeitos tóxicos e nesse caso são denominados poluentes. Os odontocetos muitas vezes acumulam essas substâncias porque possuem uma taxa de absorção desses componentes maior que sua capacidade de metabolização e excreção. Dessa forma, armazenam contaminantes em suas reservas lipídicas. Além disso, são endotérmicos e portanto possuem tendência maior a bioacumulação do que ectotérmicos. Os odontocetos estão ainda sujeitos a biomagnificação, por serem predadores de topo de suas cadeias tróficas. A biomagnificação envolve a transferência de contaminantes ao longo da cadeia alimentar de maneira sucessiva da presa ao predador até o topo.
Devido a essas características de exposição a diferentes poluentes, esses animais podem ser utilizados em programas de monitoramento para indicação de conservação de um ecossistema. Ou seja, eles podem atuar como espécies sentinelas refletindo então as perturbações do meio.
Em relação aos tubarões, os odontocetos podem estabelecer relações de predador-presa e existe possibilidade de competição, já que muitos tubarões se alimentam de teleósteos e cefalópodes.

## Conservação

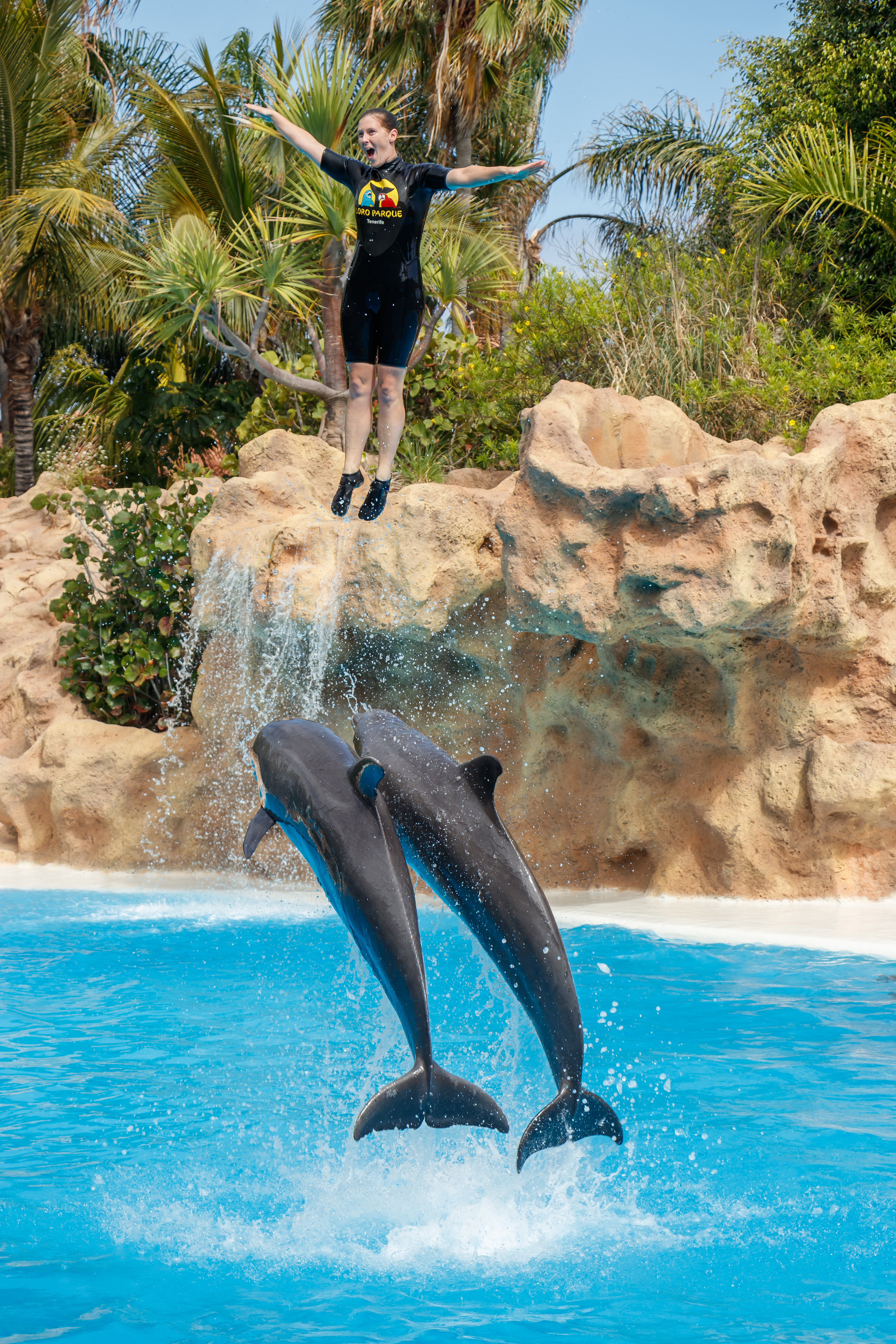
Tursiops truncatus usados para apresentações em parques

No passado a maior interação dos humanos com odontocetos envolvia somente consumo. Algumas espécies foram caçadas em escalas relativamente grandes, como as cachalotes. Apesar da moratória sobre a caça de baleias grandes ter acabado com a pesca de misticetos, há apenas uma espécie de odontocetos inclusa nesse mecanismo de proteção. Assim, as caças à Odontoceti são pouco monitoradas, levando espécies, como as Vaquitas, à ameaça de extinção.
Atualmente, muitas espécies são mantidas em cativeiro para fins de exibição ou pesquisas, sendo a maioria golfinhos nariz de garrafa, baleias assassinas e golfinhos de Commerson. Essa forma de mantê-los foi vital para diversas pesquisas, mas cientistas discutem atualmente se esses animais teriam uma melhor qualidade de vida em seu ambiente natural.
Atualmente a observação e estudo de odontocetos estão ocorrendo cada vez mais em seu habitat natural, preocupando os cientistas sobre o impacto adversos nesses animais com o comportamento errático dos barcos e a redução do seu repouso. Alguns trabalhos indicam que há uma correlação oposta entre a abundância de golfinhos e operadores turísticos, podendo interferir na viabilidade de estudo da população.
Além disso muitos outros problemas de origem antrópica, como mudanças climáticas, degradação de habitat, ruídos e sonares militares e contaminantes vêm afetando muito todos os cetáceos Como a dieta de muitas espécies de odontocetos inclui moluscos, como lulas, que são confundidas facilmente com plásticos no ambiente marinho, esses animais podem acabar consumindo esse material, se ferindo. Ademais, por ocuparem altos níveis tróficos, sofrem com a biomagnificação de poluentes